# Ursula Konzett
Ursula Konzett (Grabs, 16 novembre 1959) è un'ex sciatrice alpina liechtensteinese.
Portabandiera del Liechtenstein durante la cerimonia di apertura dei XII Giochi olimpici invernali di Innsbruck 1976, in carriera vinse una medaglia di bronzo olimpica, una iridata, una Coppa Europa e due gare di Coppa del Mondo.

## Biografia

### Stagioni 1976-1981
Specialista delle prove tecniche originaria di Triesen e sorella di Mario, a sua volta sciatore alpino, la Konzett debuttò in campo internazionale nemmeno diciassettenne ai XII Giochi olimpici invernali di Innsbruck 1976: dopo essere stata portabandiera del Liechtenstein durante la cerimonia di apertura, si classificò 24ª nella discesa libera, 18ª nello slalom gigante e 11ª nello slalom speciale; fu inoltre 5ª nella combinata disputata in sede olimpica ma valida soltanto ai fini dei Mondiali 1976.
Il 24 marzo 1977 conquistò il primo podio, nonché primo piazzamento di rilievo, in Coppa del Mondo classificandosi 3ª nello slalom gigante della Sierra Nevada; nella stessa stagione in Coppa Europa s'impose sia nella classifica generale, sia in quella di slalom gigante. 7ª nello slalom gigante dei Mondiali di Garmisch-Partenkirchen 1978, ai XIII Giochi olimpici invernali di Lake Placid 1980 non terminò né lo slalom gigante né lo slalom speciale.

### Stagioni 1982-1985
Il 22 gennaio 1982 colse a Lenggries in slalom speciale la prima vittoria in Coppa del Mondo; pochi giorni più tardi, il 2 febbraio, si aggiudicò la medaglia di bronzo nello slalom gigante ai Mondiali di Schladming 1982, mentre sul finire della stagione, il 3 marzo Waterville Valley, vinse per la seconda e ultima volta una gara di Coppa del Mondo, ancora uno slalom speciale. Quella stagione fu la sua migliore in Coppa del Mondo, con il 6º posto nella classifica generale e il 2º in quella di slalom speciale, dove fu staccata di 25 punti dalla vincitrice Erika Hess.
Ai XIII Giochi olimpici invernali di Sarajevo 1984, sua ultima presenza olimpica, vinse la medaglia di bronzo nello slalom speciale dietro all'italiana Paoletta Magoni e alla francese Perrine Pelen e non terminò lo slalom gigante; ottenne l'ultimo piazzamento in Coppa del Mondo il 5 gennaio 1985 a Maribor in slalom speciale (6ª) e in seguito partecipò ai Mondiali di Bormio 1985, durante i quali ottenne il 9º posto nella combinata (con il 2º tempo nella prova di slalom speciale), ultimo piazzamento della sua carriera agonistica.

## Palmarès

### Olimpiadi
- 1 medaglia:
  - 1 bronzo (slalom speciale a Sarajevo 1984)

### Mondiali
- 1 medaglia:
  - 1 bronzo (slalom speciale a Schladming 1982)

### Coppa del Mondo
- Miglior piazzamento in classifica generale: 6ª nel 1982
- 7 podi:
  - 2 vittorie
  - 1 secondo posto
  - 4 terzi posti

#### Coppa del Mondo - vittorie
| Data            | Località          | Paese       | Specialità |
| --------------- | ----------------- | ----------- | ---------- |
| 22 gennaio 1982 | Lenggries         | Germania    | SL         |
| 3 marzo 1982    | Waterville Valley | Stati Uniti | SL         |

Legenda:

SL = slalom speciale

### Coppa Europa
- Vincitrice della Coppa Europa nel 1977[2]
- Vincitrice della classifica di slalom gigante nel 1977[2]

### Campionati svizzeri
- 2 medaglie[senza fonte] (dati parziali, dalla stagione 1978-1979)[3]:
  - 2 ori (slalom speciale nel 1979; slalom gigante nel 1982)[senza fonte]